# Milionia woodlarkiana
Milionia woodlarkiana är en fjärilsart som beskrevs av Rothschild 1896. Milionia woodlarkiana ingår i släktet Milionia och familjen mätare. Inga underarter finns listade i Catalogue of Life.